# Peltogyne parvifolia
Peltogyne parvifolia är en ärtväxtart som beskrevs av George Bentham. Peltogyne parvifolia ingår i släktet Peltogyne och familjen ärtväxter.

## Underarter
Arten delas in i följande underarter:
- P. p. glabra
- P. p. parvifolia